# W kręgu miłości (film 2012)
W kręgu miłości (tyt. oryg. The Broken Circle Breakdown) – belgijsko-holenderski dramat muzyczny z 2012 roku w reżyserii Felixa Van Groeningena. Adaptacja sztuki teatralnej The Broken Circle Breakdown Featuring the Cover-Ups of Alabama autorstwa Johana Heldenbergha i Mieke Dobbels.
Światowa premiera filmu nastąpiła 10 października 2012 roku. Polska premiera filmu miała miejsce 27 lipca 2013 roku, w ramach Festiwalu Filmu i Sztuki Dwa Brzegi.
Film był oficjalnym kandydatem Belgii do Oscara za najlepszy film nieanglojęzyczny podczas 86. ceremonii wręczenia Oscarów.

## Obsada
- Veerle Baetens jako Elise Vandevelde
- Johan Heldenbergh jako Didier Bontinck
- Nell Cattrysse(inne języki) jako Maybelle
- Geert Van Rampelberg(inne języki) jako William
- Nils De Caster(inne języki) jako Jock
- Robbie Cleiren(inne języki) jako Jimmy
- Bert Huysentruyt(inne języki) jako Jef
- Jan Bijvoet(inne języki) jako Koen
- Blanka Heirman(inne języki) jako Denise

i inni

## Fabuła
Akcja filmu rozgrywa się w Gandawie. Przedstawia on siedem lat z życia Didiera i Elise, historię ich miłości i wspólnej pasji do muzyki bluegrass. Para ma córkę, Maybelle, która w wieku sześciu lat zachorowała na raka. Jej choroba i śmierć mają tragiczne skutki dla ich związku.

## Produkcja
Film był kręcony od 18 lipca do 8 września 2011 roku w Belgii.

## Ścieżka dźwiękowa
Ścieżka dźwiękowa zawiera zarówno tradycyjne piosenki bluegrass, jak i utwory napisane specjalnie do filmu przez Bjorna Erikssona. Wszystkie piosenki w scenach z występami zespołu wykonywane są przez aktorów.
1. Will the Circle Be Unbroken?
2. The Boy Who Wouldn't Hoe Corn (Alison Krauss, Pat Brayer, Jerry Douglas, Dan Tyminski, Barry Bales, and Ron Block)
3. Dusty Mixed Feelings
4. The Wayfaring Stranger
5. Rueben's Train
6. Country In My Genes
7. Further On Up The Road
8. Where Are You Heading, Tumbleweed?
9. Over In The Gloryland
10. Cowboy Man
11. If I Needed You
12. Carved Tree Inn
13. Sandmountain
14. Sister Rosetta Goes Before Us
15. Blackberry Blossom

## Nagrody i nominacje
63. Międzynarodowy Festiwal Filmowy w Berlinie
- nagroda: Label Europa Cinemas − Felix Van Groeningen
- nagroda: Panorama Audience Award − Felix Van Groeningen

26. ceremonia wręczenia Europejskich Nagród Filmowych
- nagroda: Najlepsza Europejska Aktorka − Veerle Baetens
- nominacja: Najlepszy Europejski Film − Felix Van Groeningen
- nominacja: Najlepszy Europejski Reżyser − Felix Van Groeningen
- nominacja: Najlepszy Europejski Aktor − Johan Heldenbergh
- nominacja: Najlepszy Europejski Scenarzysta − Carl Joos i Felix Van Groeningen
- nominacja: Nagroda Publiczności − Felix Van Groeningen

86. ceremonia wręczenia Oscarów
- nominacja: najlepszy film nieanglojęzyczny − Felix Van Groeningen (Belgia)

18. ceremonia wręczenia Satelitów
- nominacja: najlepszy film zagraniczny (Belgia/Holandia)

39. ceremonia wręczenia Cezarów
- nominacja: najlepszy film zagraniczny (Belgia)